# Kastanjebruine uil
De kastanjebruine uil (Xestia castanea) is een nachtvlinder uit de familie van de uilen (Noctuidae). 

## Beschrijving
De voorvleugellengte bedraagt tussen de 16 en 18 millimeter. De grondkleur van de voorvleugels is licht grijsbruin tot roodbruin. Opvallend is het zwarte vlekje aan de binnenkant van de niervlek. De overige tekening is variabel en fijngetekend.

## Waardplanten
De kastanjebruine uil gebruikt onder andere struikhei, dophei en bosbes als waardplanten. De rups is te vinden van september tot in mei en overwintert. De vlinder kent één generatie die vliegt van augustus tot halverwege september.

## Voorkomen
De soort komt verspreid voor in Europa en het Middellandse Zeegebied. De habitat is heide. De kastanjebruine uil is in Nederland en België een zeer zeldzame soort. 